# Kampong Cham (Stadt)
Kampong Cham (Khmer: ក្រុងកំពង់ចាម) ist die Hauptstadt der gleichnamigen Provinz Kampong Cham in Kambodscha. Die Provinz und die Stadt sind nach der Volksgruppe der Cham benannt.

## Geografie
Die Stadt gehört zu den größten In Kambodscha und liegt am Mekong. Kampong Cham liegt 124 Kilometer nordöstlich von Phnom Penh und kann entweder mit dem Boot oder über eine Asphaltstraße erreicht werden. Es dauert ungefähr 2,5 Stunden mit dem Fahrzeug oder 2,5 Stunden mit dem Boot von Phnom Penh in die Stadt Kampong Cham.
Die Stadt ist durch die Kizuna-Brücke mit der Provinz Tbong Khmum verbunden, der ersten in Kambodscha, die den Mekong überspannt. Außerdem  gibt es (noch) die Bambusbrücke Kampong Cham zur Insel Koh Pen, zu der seit 2017 auch eine moderne Betonbrücke führt.
Im Jahr 1998 hatte Kampong Cham eine städtische Bevölkerung von 45.354 (1998 Zensus), im Jahr 2008 waren es 47.300 (2008 Zensus).

## Galerie

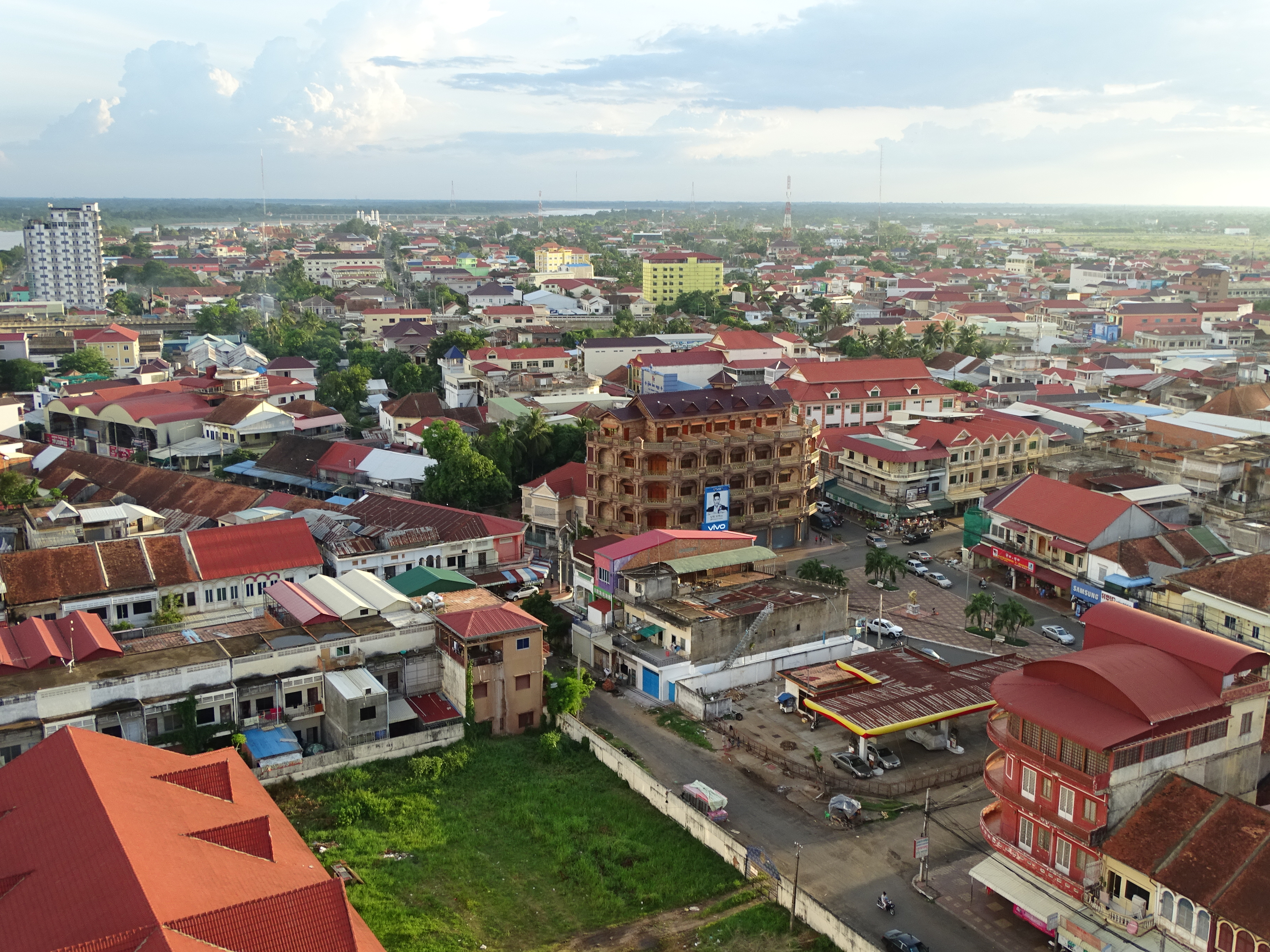
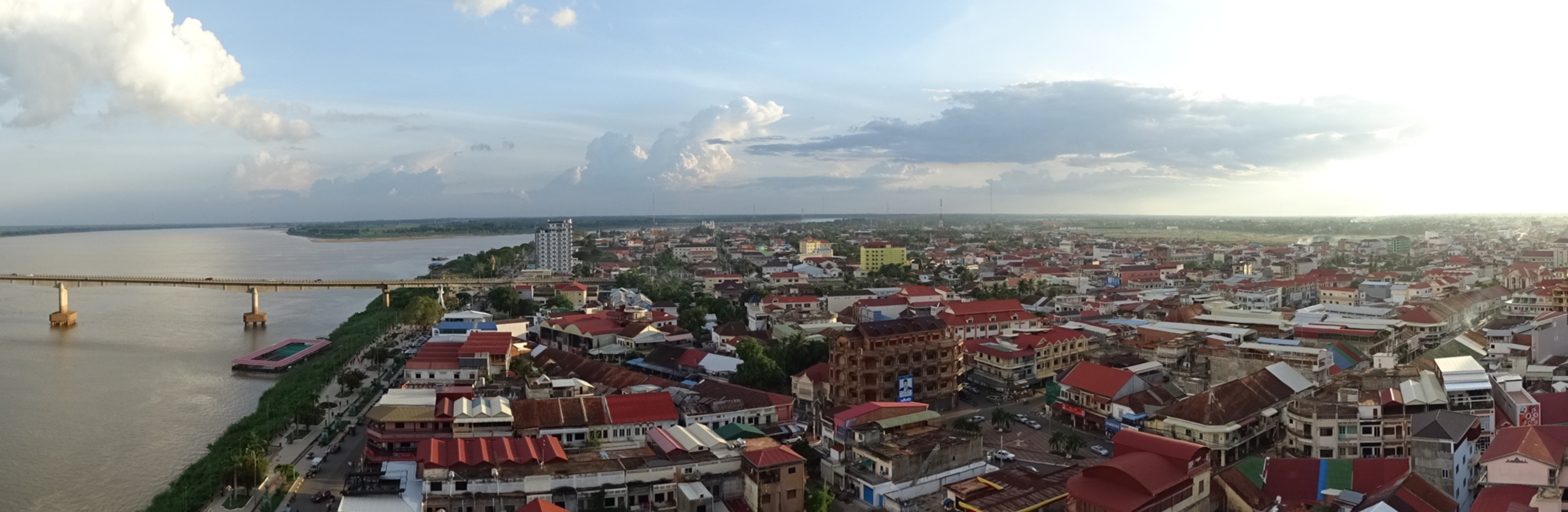
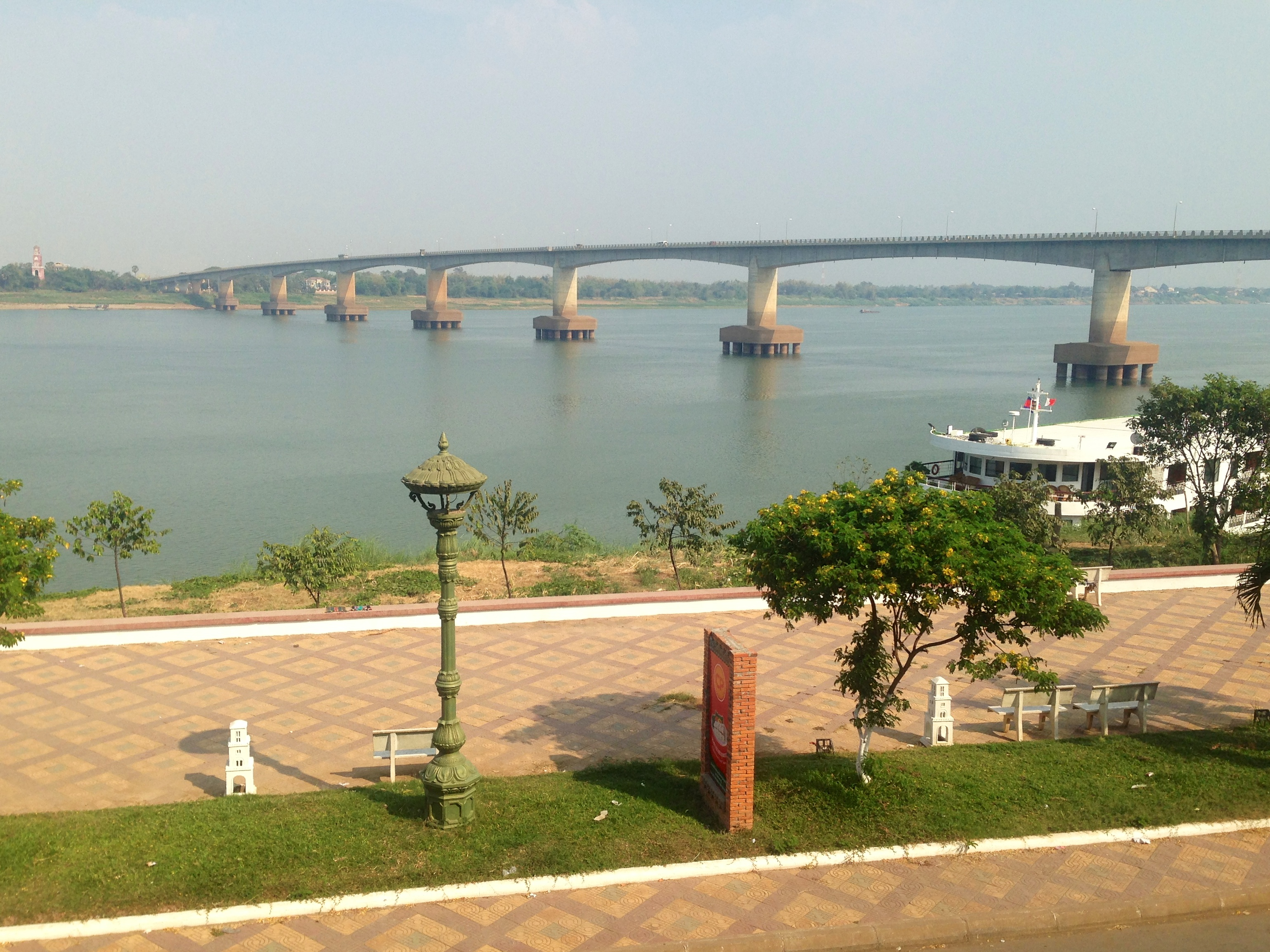